# Cleptometopus lepturoides
Cleptometopus lepturoides är en skalbaggsart som beskrevs av Stefan von Breuning 1940. Cleptometopus lepturoides ingår i släktet Cleptometopus och familjen långhorningar.
Artens utbredningsområde är Burma. Inga underarter finns listade i Catalogue of Life.